# Zackenstil

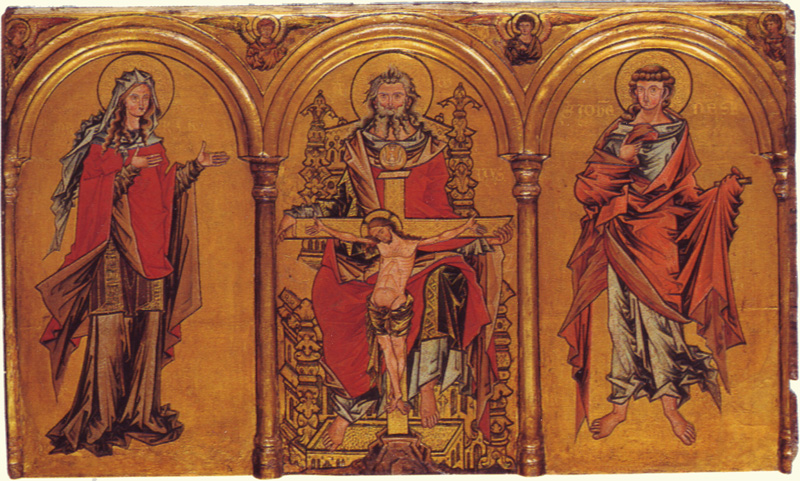
Tron Łaski Antependium z kościoła Wiesenkirche w Soest, ok. 1260-70, obecnie w berlińskiej Gemäldegalerie

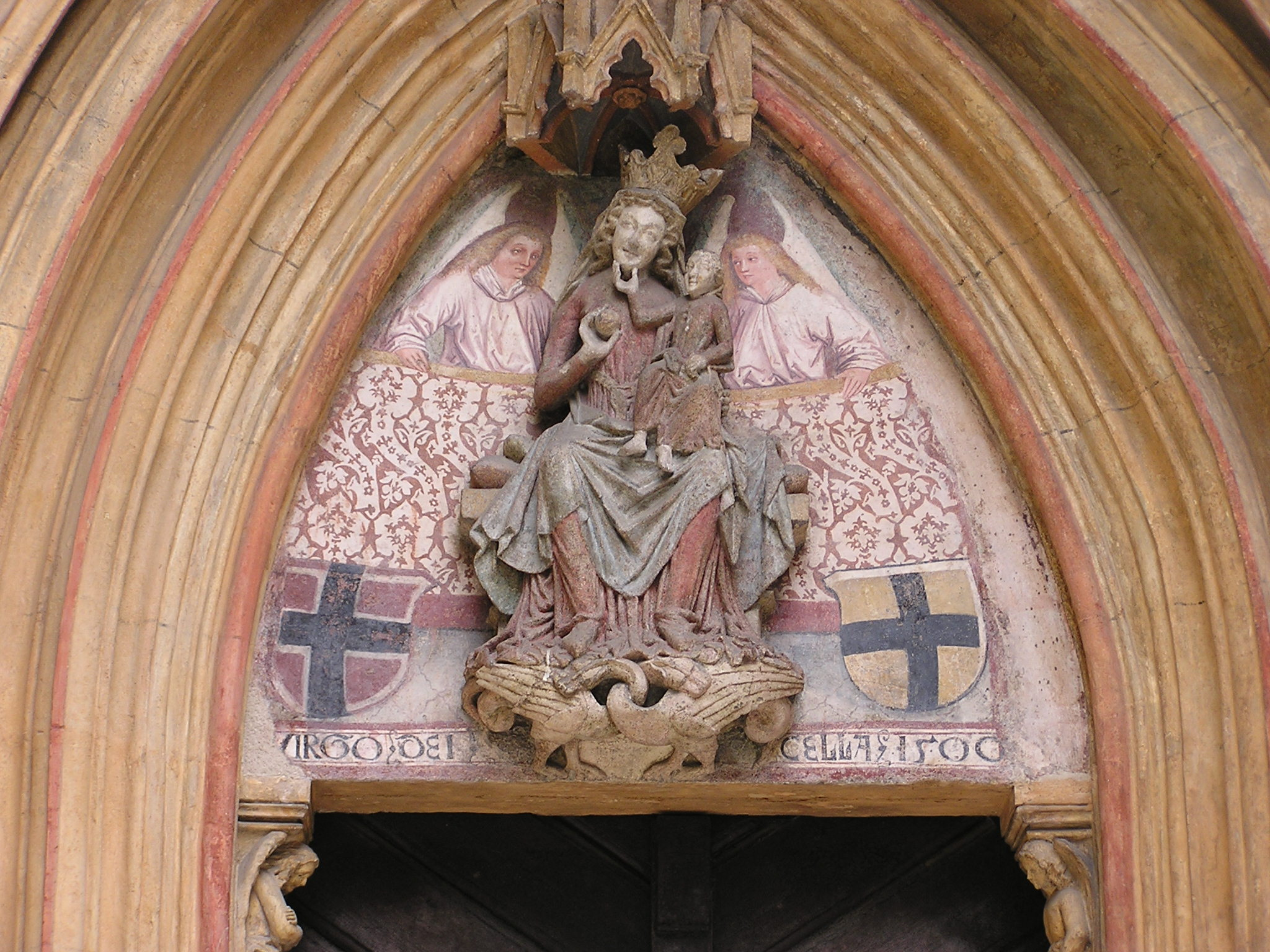
Tympanon portalu zachodniego Leechkirche w Grazu

Zackenstil, styl zygzakowaty – styl w malarstwie krajów niemieckojęzycznych, dominujący w XIII w. Jego nazwa pochodzi od charakterystycznych dla tego stylu draperii łamanych zygzakowato, które podkreślają ruch, a nawet sprawiają wrażenie, jakby "żyły niezależnym życiem".
Początki zackenstilu związane są z wpływem malarstwa bizantyńskiego na malarstwo w północno-wschodnich Niemczech (Dolna Saksonia, Turyngia). W kolejnych dekadach styl upowszechnił się w Austrii (gł. Górna Austria, Styria i Karyntia) Frankonii i Nadrenii. Na zachodzie na styl oddziałała francuska rzeźba gotycka. W 2. połowie XIII wieku styl rozprzestrzenił się aż po Pragę. Styl zygzakowaty trwał do około 1330 r.
Przykłady:
- Tzw. Musterbuch – szkicownik w Herzog Anton Bibliotek w Wolfenbüttel
- Psałterz (Stuttgart, Landesbibliothek, MS Bibl. fol. 24)
- Ewangeliarz Moguncki, ok. 1250.
- Zespół malowideł ściennych w katedrze w Brunszwiku
- Figury apostołów w katedrze we Fryburgu Bryzgowijskim
- Antependium z Tronem Łaski kościoła Wiesenkirche w Soest
- Witraże chóru zachodniego katedry w Naumburg (Saale)
- Dekoracja ścienna krypty katedry w Gurk
- Portal zachodni kościoła Leechkirche w Grazu
- Zworniki kapitularza klasztoru Dominikanów w Krakowie